# يوهان آدم هيلر
يوهان آدم هيلر (بالألمانية: Johann Adam Hiller)‏ هو عالم موسيقى وملحن ألماني، ولد في 25 ديسمبر 1728 في غورليتس في ألمانيا، وتوفي في 16 يونيو 1804 في لايبزيغ في ألمانيا.

## وصلات خارجية
- يوهان آدم هيلر على موقع الموسوعة البريطانية (الإنجليزية)
- يوهان آدم هيلر على موقع ميوزك برينز (الإنجليزية)
- يوهان آدم هيلر على موقع أول ميوزيك (الإنجليزية)
- يوهان آدم هيلر على موقع ديسكوغز (الإنجليزية)